# 袁志民
袁志民，美籍华人，中华人民共和国教育部长江学者讲座教授，哈佛大学公共卫生学院教授、博士生导师，中南大学湘雅医院教授，主要从事肿瘤细胞生物学等方面的研究工作。